# Wołodymyr Szepel
Wołodymyr Szepel (ur. 1888 w Odessie, zm. 1947 w Poznaniu) – generał-chorąży Armii Ukraińskiej Republiki Ludowej, podpułkownik Ukraińskiej Armii Halickiej.
Był dowódcą grupy bojowej UHA „Krukienyczi”, która został zmuszona do przekroczenia granicy czechosłowackiej i tam internowana. Uciekł z obozu, został dowódcą pułku szkolnego Armii URL w Kamieńcu Podolskim. W czasie wojny polsko-bolszewickiej był dowódcą 4 brygady (Szarej) w 2 Wołyńskiej Dywizji Strzelców Armii Ukraińskiej Republiki Ludowej. Jego jednostka odznaczyła się w obronie Szepietówki i Czortkowa, awansowany do rangi generała-chorążego. Od listopada 1920 internowany w obozie internowanych żołnierzy armii URL w Kaliszu.